# Deus vult
Deus vult (Latijn: God wil het) was de strijdkreet van de kruisvaarders bij de verklaring van de eerste kruistocht door paus Urbanus II bij de Synode van Clermont in 1095, waar de Oosters-Orthodoxe kerk hulp vroeg bij de verdediging tegen een islamitische invasie meer dan vierhonderd jaar na de start van de Islamitische veroveringen.
Tevens is Deus vult het motto van de Orde van het Heilig Graf, een rooms-katholieke ridderorde.